# Incydent (film 1967)
Incydent (ang. The Incident) – amerykański dreszczowiec z 1967 roku w reżyserii Larry’ego Peerce’a na podst. sztuki telewizyjnej Ride with Terror Nicholasa E. Baehra. Debiut filmowy Martina Sheena.
Budżet wyniósł ok. 1,05 mln dolarów.
Polska premiera odbyła się w marcu 1971 roku wraz z krótkometrażowym dokumentem Radiostacja KL. BU produkcji WFD z 1970 roku. 

## Fabuła
Dwaj chuligani z Bronxu terroryzują pasażerów wagonu metra, a ich agresja nie napotyka na żaden solidarny opór.

## Obsada[4]
- Tony Musante – Joe Ferrone
- Martin Sheen – Artie Connors
- Beau Bridges – st. szer. Felix Teflinger
- Robert Bannard – st. szer. Phillip Carmatti
- Donna Mills – Alice Keenan
- Victor Arnold – Tony Goya
- Ed McMahon – Bill Wilks
- Diana Van der Vlis – Helen Wilks
- Kathleen Smith – Suzy Wilks
- Mike Kellin – Harry Purvis
- Jan Sterling – Muriel Purvis
- Henry Proach – śpiący pijak
- Gary Merrill – Douglas McCann
- Jack Gilford – Sam Beckerman
- Thelma Ritter – Bertha Beckerman
- Robert Fields – Kenneth Otis
- Brock Peters – Arnold Robinson
- Ruby Dee – Joan Robinson
- Don De Leo – pan Carmatti
- Nina Hansen – pani Carmatti

## Nagrody
- Círculo de Escritores Cinematográficos 1970
  - najlepszy film artystyczny i eksperymentalny

- Międzynarodowy Festiwal Filmowy w Mar del Plata 1968
  - nominacja: najlepszy film – Larry Peerce
  - najlepszy aktor – Tony Musante
  - najlepszy scenariusz – Nicholas E. Baehr
  - Larry Peerce – nagroda główna krytyków